# Oracle's Destiny
| Recensione | Giudizio |
| ---------- | -------- |
| AllMusic   | [ 1 ]    |
| Debaser    | [ 2 ]    |

Oracle's Destiny è un album discografico del pianista jazz francese Michel Petrucciani, pubblicato dall'etichetta discografica Owl Records nel 1983.

## Tracce

### LP
Lato A
1. Oracle's Destiny – 9:53 (Michel Petrucciani)
2. Big Sur/Big On – 4:32 (Michel Petrucciani)
3. Amalgame – 7:17 (Aldo Romano)

Lato B
1. It's What I Am Doing When I Miss You – 9:44 (Michel Petrucciani)
2. Mike Pee – 10:34 (Michel Petrucciani)

## Musicisti
- Michel Petrucciani - pianoforte (solo)

Note aggiuntive
- Jean-Jacques Pussiau e Guy Van Minden - produttori
- Registrazioni effettuate il 18 ottobre 1982 presso lo Studio Salle Adyar di Parigi (Francia)
- Jean-Martial Golaz - ingegnere delle registrazioni
- Christian Orsini (Studio Translab) - cutting
- Bernard Amiard - art direction, design e collage copertina album originale
- Jean-Pierre Leloir - fotografia retrocopertina album originale
- Quest'album è dedicato a Bill Evans[3]